# Zina Aboudalal
Zina Aboudalal, née le 1er septembre 2001, est une kayakiste marocaine.

## Carrière
Elle est médaillée de bronze en K4 500 mètres avec Laila Bouchir, Chaymaa Guemra et Salma Khabot aux Jeux africains de 2019.